# Rue Désirée (Paris)
Pour les articles homonymes, voir Rue Désirée.
La rue Désirée est une voie du 20e arrondissement de Paris, en France.

## Situation et accès
La rue Désirée est une voie publique située dans le 20e arrondissement de Paris. Elle débute au 31, avenue Gambetta et se termine au 22, rue des Partants.

## Origine du nom
Cette voie est baptisée d'après le nom du propriétaire des terrains sur lesquels elle a été ouverte.

## Historique
Cette voie est ouverte sous sa dénomination actuelle en 1856.

## La rue au cinéma
Dans le film Flic Story de Jacques Deray, sorti en 1975, la planque du gangster Émile Buisson et de ses complices est un appartement situé au numéro 8.